# 대니 케이

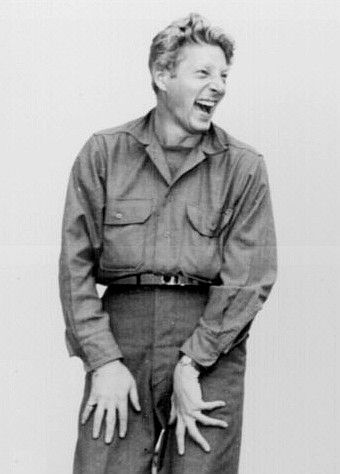
대니 케이
(제2차 세계대전 당시.)

대니 케이(Danny Kaye, 1911년~1987년)는 미국의 희극 배우이다. 뉴욕에서 태어났으며, 고등학교를 졸업하자 마자 곧 보드빌의 연예인으로 활약하였다. 그 무대가 새뮤얼 골드윈에게 인정받아 1943년에 영화계에 등장하였다. 《신병》, 《우유장수》, 《무지개를 잡는 사나이》, 《히트 퍼레이드》, 《다섯 개의 동전》 등에 출연하였으며, 1분 동안 수십 명의 러시아 작곡가의 이름들을 외우며 부르는 노래 〈차이콥스키〉 등이 최고의 걸작이다.

## 참고 문헌
- 이 문서에는 다음커뮤니케이션(현 카카오)에서 GFDL 또는 CC-SA 라이선스로 배포한 글로벌 세계대백과사전의 내용을 기초로 작성된 글이 포함되어 있습니다.